# Juan Bravo
Pour les articles homonymes, voir Bravo.
Juan Bravo (Atienza, Guadalajara, 1483 - Villalar de los Comuneros, Valladolid, 24 avril 1521). Noble castillan connu pour sa participation à la Guerre des Communautés de Castille.

## Biographie
Juan Bravo appartenait à la basse noblesse et naquit à Atienza (Guadalajara), où son père, Gonzalo Ortega Bravo de Laguna, était alcalde de la forteresse. Sa mère, María de Mendoza, était fille du Comte de Monteagudo (par conséquent, Juan Bravo était cousin de María Pacheco, l'épouse de Juan de Padilla et membre de la famille de Mendoza). Grâce à son mariage en 1504 avec Catalina del Río il intègre le patriciat urbain de la ville de Ségovie, où il élit domicile. Ils eurent une fille, María de Mendoza 
Veuf en 1510, il épouse en secondes noces María Coronel, fille d'Abraham Senior, « regidor » de Ségovie et riche marrane. De cette union naquirent deux fils, Andrea Bravo de Mendoza et Juan Bravo de Mendoza. En octobre 1519 il fut désigné chef des milices de Ségovie.
En apprenant la nouvelle du servicio (contribution pécuniaire exceptionnelle)  au bénéfice du roi Charles Ier d'Espagne voté aux Cortes de La Corogne et le départ de ce dernier pour l'Allemagne (29 mais 1520), il dirigea une révolte contre le représentant aux cortes Rodrigo de Tordesillas, qui fut pendu. Les insurgés prirent la ville; Juan Bravo l'organisa militairement et dirigea les opérations empêchant l'entrée des troupes royalistes de Rodrigo Ronquillo dans Ségovie, envoyées par le cardinal Adrien d'Utrecht, régent du roi. Cependant les forces royalistes investirent l'Alcazar de Ségovie et y restèrent jusqu'à la fin de la révolte des comuneros.
Bravo se chargea de maintenir des relations avec le reste des villes insurgées et se rendit à Tordesillas afin de parlementer avec la reine mère Jeanne pour obtenir son soutien, mais sans succès. Il conquit Zaratán et Simancas en 1521, tandis que Juan de Padilla entrait dans Torrelobatón le 25 février. Par la suite il joignit ses forces avec celles de la Junte de comuneros de Valladolid, sans pouvoir éviter la défaite devant les troupes royales dans la bataille de Villalar le 23 avril 1521. Fait prisonnier, il fut décapité aux côtés de Juan de Padilla et Francisco Maldonado à Villalar le 24 avril 1521.
Lorsque sa dépouille fut transportée à Ségovie, les autorités royales durent étouffer avec difficulté un grand tumulte d'indignation.

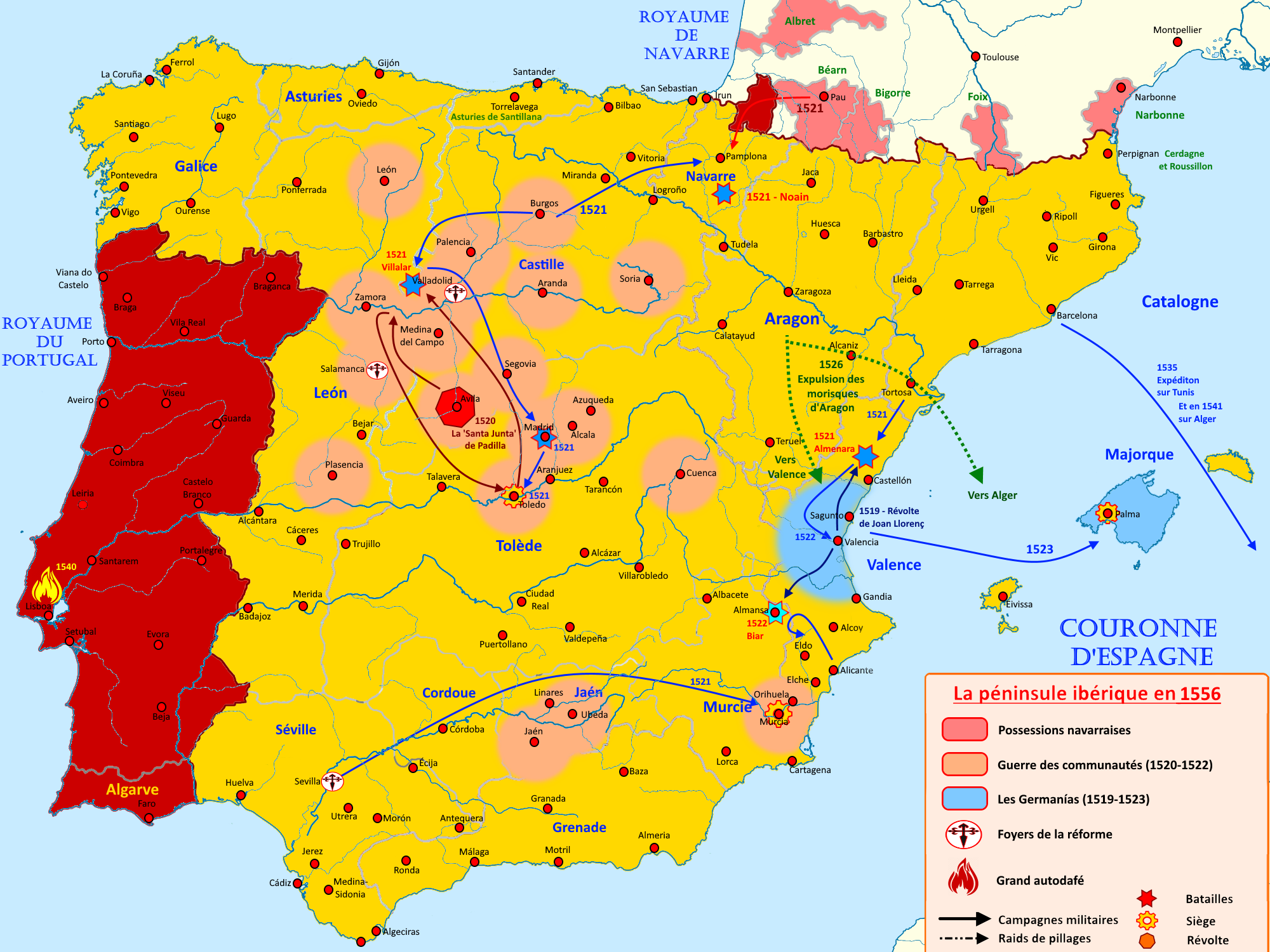
La guerre des Communautés (1519-1522)

### Sources
- (es) Cet article est partiellement ou en totalité issu de l’article de Wikipédia en espagnol intitulé « Juan Bravo » (voir la liste des auteurs).